# والتر بويي
والتر بويي هو سياسي أمريكي، ولد في 15 أكتوبر 1748، وتوفي في 9 نوفمبر 1810. انتخب عضو مجلس النواب الأمريكي ‏.